# Teucholabis (Teucholabis) egens
Teucholabis (Teucholabis) egens is een tweevleugelige uit de familie steltmuggen (Limoniidae). De soort komt voor in het Neotropisch gebied.